# Dyskografia Wale’a
Poniżej przedstawiona jest dyskografia rapera Wale’a, na którą składają się 2 albumy studyjne; Attention Deficit z 2009 oraz Ambition z 2011, 6 mixtape’ów oraz 5 singli. Na piosenkach Wale’a ukazali się tacy artyści jak Rick Ross, Lady Gaga, Jeremih, Kid Cudi czy Jay-Z. Natomiast sam raper pomógł w nagraniach takim piosenkarzom jak Shawty Lo, Gucci Mane czy J. Cole.

## Albumy studyjne
| Album             | Informacje                                                                                          | Pozycja w notowaniach | Pozycja w notowaniach | Pozycja w notowaniach | Sprzedaż      |
| Album             | Informacje                                                                                          | US                    | US R&B                | US Rap                | Sprzedaż      |
| ----------------- | --------------------------------------------------------------------------------------------------- | --------------------- | --------------------- | --------------------- | ------------- |
| Attention Deficit | - Wydany: 10 listopada 2009 - Wytwórnia: Allido, Interscope - Formaty: CD, digital download         | 21                    | 3                     | 2                     | - US: 200,000 |
| Ambition          | - Wydany: 1 listopada 2011 - Wytwórnia: Maybach Music, Warner Bros. - Formaty: CD, digital download | 2                     | 1                     | 1                     | - US: 345,000 |

## Współpraca
| Album            | Informacje                                                                                      | Pozycja w notowaniach | Pozycja w notowaniach | Pozycja w notowaniach | Sprzedaż      |
| Album            | Informacje                                                                                      | US                    | US R&B                | US Rap                | Sprzedaż      |
| ---------------- | ----------------------------------------------------------------------------------------------- | --------------------- | --------------------- | --------------------- | ------------- |
| Self Made Vol. 1 | - Wydany: 23 maja 2011 - Wytwórnia: Maybach Music, Warner Bros. - Formaty: CD, digital download | 5                     | 1                     | 1                     | - US: 183 000 |

## Mixtape’y
| Mixtape                      | Informacje                                                                                 | Informacje dodatkowe                                                |
| ---------------------------- | ------------------------------------------------------------------------------------------ | ------------------------------------------------------------------- |
| Paint a Picture              | - Wydany: 2005 - Format: CD                                                                |                                                                     |
| Hate is the New Love         | - Wydany: 2006 - Format: CD - Wytwórnia: Studio 43                                         |                                                                     |
| 100 Miles & Running          | - Wydany: 9 listopada 2007 - Format: digital download                                      |                                                                     |
| Back to the Feature          | - Wydany: 19 czerwca 2009 - Format: digital download - Wytwórnia: Modulor                  | - Producent: 9th Wonder                                             |
| More About Nothing           | - Wydany: 3 sierpnia 2010 - Format: digital download - Wytwórnia: The Board Administration | - Album osiągnął 100 tys. pobrań w ciągu 90 minut.                  |
| The Eleven One Eleven Theory | - Wydany: 17 sierpnia 2011 - Format: music download - Wytwórnia: Maybach Music Group       | - Nazwa tego mixtape'u związana jest z datą wydania albumu Ambition |

## Single
| „Chillin” (featuring Lady Gaga)                                             | 2009 | 99 | 125 | – | 29 | 20 | 73 | 12 | Attention Deficit          |
| „Pretty Girls” (featuring Gucci Mane and Weensey)                           | 2009 | –  | 56  | – | –  | –  | –  | –  | Attention Deficit          |
| „That Way” (featuring Jeremih and Rick Ross)                                | 2011 | 49 | 4   | 5 | –  | –  | –  | –  | Self Made, Vol. 1 Ambition |
| „Lotus Flower Bomb” (gośc. Miguel)                                          | 2011 | 38 | 1   | 3 | –  | –  | –  | –  | Ambition                   |
| „Sabotage” (gośc. Lloyd)                                                    | 2012 | –  | 93  | – | –  | –  | –  | –  | Ambition                   |
| „–” oznacza, że utwór nie był notowany lub nie został wydany w danym kraju. |      |    |     |   |    |    |    |    |                            |

## Teledyski
| Tytuł                    | Rok  | Reżyseria       |
| ------------------------ | ---- | --------------- |
| „Uptown Roamers”         | 2006 | Charles Harris  |
| „W.A.L.E.D.A.N.C.E.”     | 2008 | Todd Angkasuwan |
| „The Artistic Integrity” | 2008 | Rik Cordero     |
| „Nike Boots”             | 2008 | Chris Robinson  |
| „Chillin'”               | 2009 | Chris Robinson  |
| „Family Affair”          | 2009 | Rik Cordero     |
| „Pat Your Weave”         | 2009 | Rik Cordero     |
| „My Sweetie”             | 2010 | Tabi Bonney     |
| „Pretty Girls”           | 2010 | Chris Robinson  |
| „Diary”                  | 2010 | Rik Cordero     |
| „The MC”                 | 2011 | DJ Omega        |
| „The Break Up Song”      | 2011 | DJ Omega        |
| „That Way”               | 2011 | Dayo            |